# Авсєєнко Василь Григорович
Василь Григорович Авсєєнко (рос. Василий Григорьевич Авсеенко — 17 січня 1842, Московська губернія — 11 серпня 1913, Санкт-Петербург) — белетрист, критик і публіцист; дворянин; чиновник особливих доручень.

## Біографія

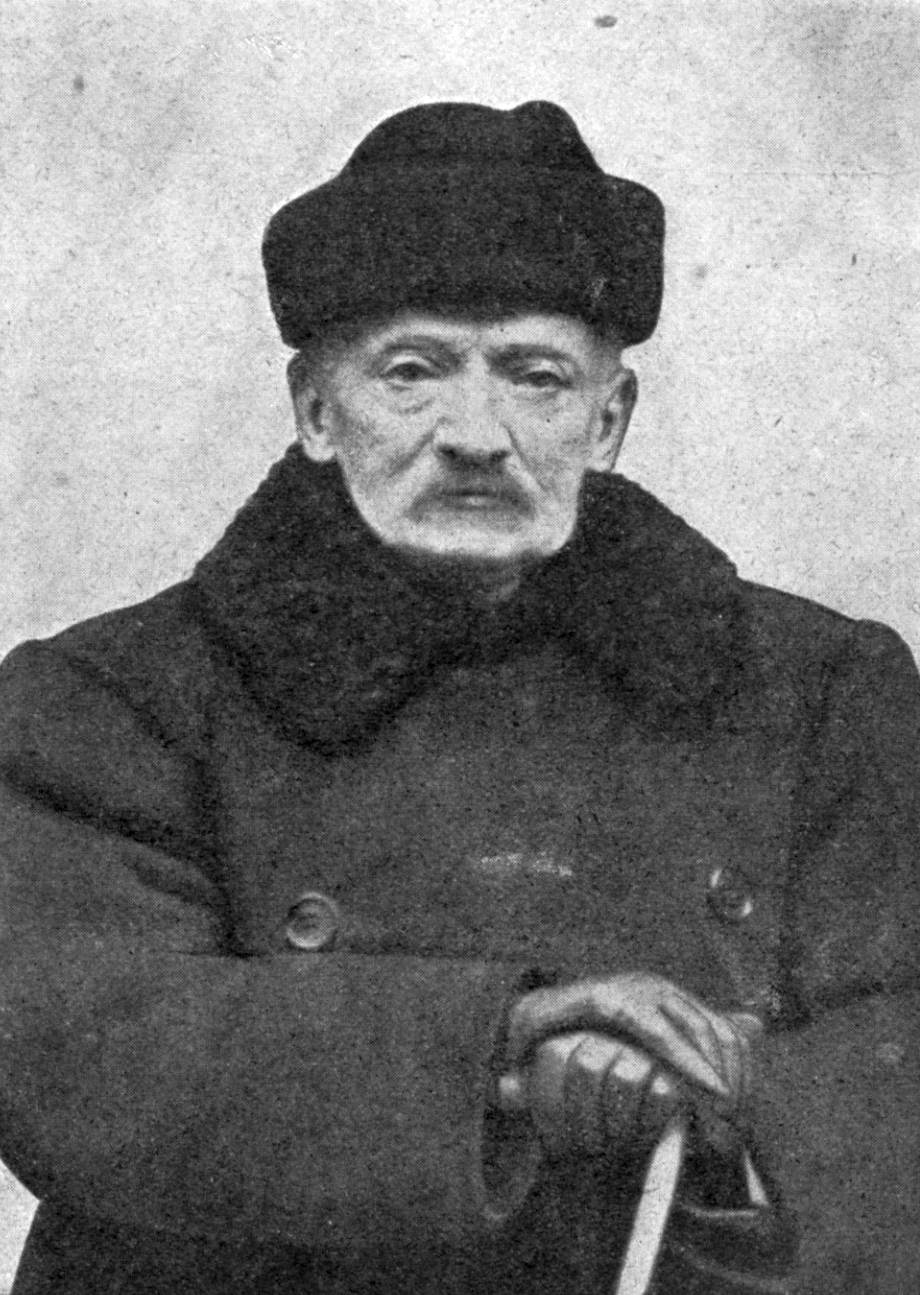
Василь Григорович Авсєєнко

Народився в дворянській сім'ї. Навчався у 1-й петербурзькій гімназії. Під впливом вчителя словесності В. І. Водовозова, а також гімназистів (серед них був В. В. Крестовський) почав писати вірші. Після переїзду сім'ї до Києва продовжив навчання у 1-й київській гімназії, потім закінчив історико-філологічний факультет Київського університету (1862). Захистив дисертацію «Італійський похід Карла VIII і наслідки його для Італії» і якийсь час був приват-доцентом кафедри загальної історії. Залишивши університет у 1864 році, став співробітником, а потім і співредактором газети «Київлянин» В. Я. Шульгіна, працював мировим посередником (з 1866 року), керівником канцелярії губернатора, а у 1869 році переїхав до Санкт-Петербурга.
Працював у Центральному статистичному комітеті. З 1873 року був членом відділу з розгляду книг для народного читання і вченого комітету Міністерства народної освіти Російської імперії. Одночасно обіймав посаду чиновника особливих доручень при міністрі освіти (1874—1880, 1882—1904). У відставку вийшов у чині статського радника. 

## Творчість
У 1860-ті роки публікував статті на теми історії Західної Європи в «Російському слові», «Російській мові», «Російському віснику», «Віснику Європи».
Як белетрист Авсєєнко виявив себе у 1865 році (повість «Буря» в журналі «Російський вісник» під псевдонімом В. Порошин). З 1869 року у журналі «Зоря» під криптонімом А. друкував огляди та рецензії, а також вів «Політичний огляд». Під цим же криптонімом поміщав критичні статті в «Російському віснику» у 1870-х роках. У 1871—1875 роках поміщав у газеті «Російський світ» свої «Нариси поточної літератури», підтримуючи Б. М. Маркевича, Д. В. Аверкиєва та інших авторів «Російського вісника», одночасно критикуючи письменників демократичної спрямованості (Н. А. Некрасова, М. Є. Салтикова-Щедріна).
Автор повістей «Біля річки» (1869), « Окольним шляхом» (1873), «Як вони поїхали» (1876), «Справи давно минулих днів» (1877). З романів Авсєєнка особливо характерні «Через блага земні», «Чумацький шлях» (1875), « Скрегіт зубовний» (1878), «Злий дух» (1881), що з'явилися вперше у журналі «Російський вісник».
Авсєєнко з 1883 по 1896 рік був видавцем «Санкт-Петербурзьких відомостей». Одночасно з цим в період з 1886 по 1890 рік був також видавцем-редактором додатка «Російська газета».
| Персоналії | Це незавершена стаття про особу. Ви можете допомогти проєкту, виправивши або дописавши її. |